# Макленан (окръг, Тексас)
Окръг Макленан (на английски: McLennan County) е окръг в щата Тексас, Съединени американски щати. Площта му е 2745 km², а населението - 230 213 души (2008). Административен център е град Уейкоу.